# Літній лицар
Літній лицар (англ. Summer Knight) — роман у жанрі міської фентезі 2002-го року видання написаний Джимом Батчером. Книга є четвертою у серії «Файли Дрездена»(англ. The Dresden Files), головним героєм якої є Гаррі Дрезден, єдиний професійний чарівник сучасного Чикаго.

## Сюжет
Меб, Зимова королева Сидів, придбала борг Дрездена у його хрещеної феї, Леанансид. Вона говорить Дрездену що він може сплатити свій борг зробивши три послуги. В рахунок першої він повинен знайти вбивцю Літнього лицаря Роналда Руела, та повернути його вкрадену мантію. Дрезден відхиляє її прохання, але Біла Рада силує Гаррі прийняти роль зимового Емісара як Випробування на право бути повноцінним її членом, інакше він буде позбавлений звання чарівника та переданий вампірам Червоного Двору як підношення миру.

## Уведені персонажі
- Королева Меб: Королева повітря і темряви; монарх Двору Зимових Сидів.
- Королева Титанія: Монарх Двору Літніх Сидів.
- Мейв: Зимова Леді Сидів.
- Аврора: Літня Леді Сидів.
- Матері Літо та Зима: Дві колишні королеви Літніх та Зимових Сидів відповідно.
- Лойд Слейт: Зимній лицар.
- Мерлін: Голова Білої та Старшої Рад.
- Ебінізер МакКой: Наставник Дрездена; член Старшої Ради Білої Ради.
- Рашид, Воротар: Член Старшої Ради Білої Ради; «старий пустельний лис» Меб.
- Той-що-слухає-вітер: Член Старшої Ради Білої Ради.
- Древня Мей: Член Старшої Ради Білої Ради.
- Елані Малорі: Перше кохання Дрездена; емісар Літніх Сидів.
- Лілі: Величава напівельфа.
- Фікс: Механік.

## Сприйняття
Критичне сприйняття було позитивним. Огляди на Літнього лицаря були опубліковані на SF Site та Tor.com.